# Instituto Federal de Educação, Ciência e Tecnologia do Acre
Das Instituto Federal de Educação, Ciência e Tecnologia do Acre, kurz: Instituto Federal do Acre (IFAC) ist eine technische Bildungseinrichtung (Polytechnikum) im brasilianischen Bundesstaat Acre mit Sitz in Rio Branco.
Das IFAC bietet Kurse und Ausbildungsprogramme auf verschiedenen Ebenen der sekundären und tertiären Bildung in sechs Campus in fünf verschiedenen Städten des Bundesstaates an (Rio Branco, Cruzeiro do Sul, Sena Madureira, Xapuri und Tarauacá).
Die Einrichtung untersteht als Schule der Bundesebene dem brasilianischen Bildungsministerium (Ministério da Educação).

## Geschichte
Ifac wurde mit Umgestaltung der vorherigen Escola Técnica Federal do Acre durch das Gesetz 11.892 vom 29. Dezember 2008 geschaffen. Rektorin ist die Umweltingenieurin und Professorin Rosana Cavalcante dos Santos.
Es ist Teil des bundesweiten Netzwerkes von höheren Technikausbildungseinrichtungen Rede Federal de Educação Profissional, Científica e Tecnológica (RFEPCT).

## Weblink
- Website des IFAC (brasilianisches Portugiesisch)